# Surit Berenice Romero
Surit Benerice Romero Domínguez es una abogada y política mexicana. Se desempeñó como procuradora federal del Consumidor encargada del despacho de marzo a julio de 2021. Es miembro de Morena.

## Biografía
Es licenciada en Derecho y maestría en Derecho Administrativo por la Universidad Panamericana.
Fue subdirectora de la Comunicación Delegacional en la Secretaría del Trabajo y Previsión Social (STPS). Entre 2016 y 2018 ocupó la Dirección de Análisis y Prospectiva Delegacional dentro de la misma secretaría.
En 2018 se convirtió en la titular de la Subprocuraduría de Servicios de la Procuraduría Federal del Consumidor. Ricardo Sheffield, procurador federal del Consumidor entre 2018 y 2021, anunció su futura renuncia en la conferencia de prensa (más conocidas como mañaneras) del 8 de marzo de 2021. Sheffield se despidió exclamando: «Es tiempo de volver a casa para llevar al terruño la Cuarta Transformación», en referencia a que contendería para presidente municipal de León en las elecciones estatales de Guanajuato de 2021. Al respecto el presidente Andrés Manuel López Obrador comentó que «no quería dejarlo [a Sheffield] ir» y que el cargo vacante sería ocupado por una mujer.